# Cumbre entre Corea del Norte y Rusia de 2023
La cumbre entre Corea del Norte y Rusia de 2023 fue una reunión realizada el día 13 de septiembre de 2023 entre las máximas autoridades ejecutivas de la Federación Rusa y la República Popular Democrática de Corea, por parte de Rusia el presidente Vladímir Putin y el líder supremo de Corea del Norte Kim Jong-un. La reunión se llevó a cabo en el Cosmódromo Vostochni, en el Lejano Oriente ruso. Fue parte de una visita de Kim Jong Un entre el 12 y el 17 de septiembre de 2023.
Es la primera visita al extranjero de Kim Jong-un desde el inicio de la Pandemia de COVID-19 en Corea del Norte en el año de 2020.

## Antecedentes
A principios de septiembre de 2023, se informó que Kim Jong Un visitaría Rusia en algún momento de ese mes. El 10 de septiembre, ambas partes confirmaron la reunión después de que Kim Jong Un partiera de Pionyang con su tren blindado personal que había utilizado previamente para visitar Rusia en 2019.
El ministro de defensa ruso, Serguéi Shoigú, asistió a las celebraciones en Pionyang del 70.º aniversario del "Día de la victoria en Corea del Norte" un mes antes. Desde la invasión de Ucrania, Rusia se ha enfrentado a una grave escasez de mano de obra, falta de apoyo internacional y escasez de municiones. Se especuló que la reunión se centraría en la posibilidad de que Rusia recibiera grandes cantidades de reservas de municiones de Corea del Norte de la era soviética, a cambio de ayuda rusa en el desarrollo de tecnología y recursos.

## Visita
Kim Jong-un arribó en el tren de los líderes norcoreanos a Jasán, en el Krai de Primorie (Rusia), el 12 de septiembre, donde fue recibido y se reunió con el ministro de Recursos Nacionales y Medio Ambiente de Rusia y presidente de la comisión intergubernamental de ambos países, Alexander Kozlov, y el gobernador del Krai de Primorie, Oleg Kozhemiako.
Kim arribó a Rusia con una nutrida delegación que incluía a los ministros de Defensa y de Exteriores, así como a altos cargos militares norcoreanos.

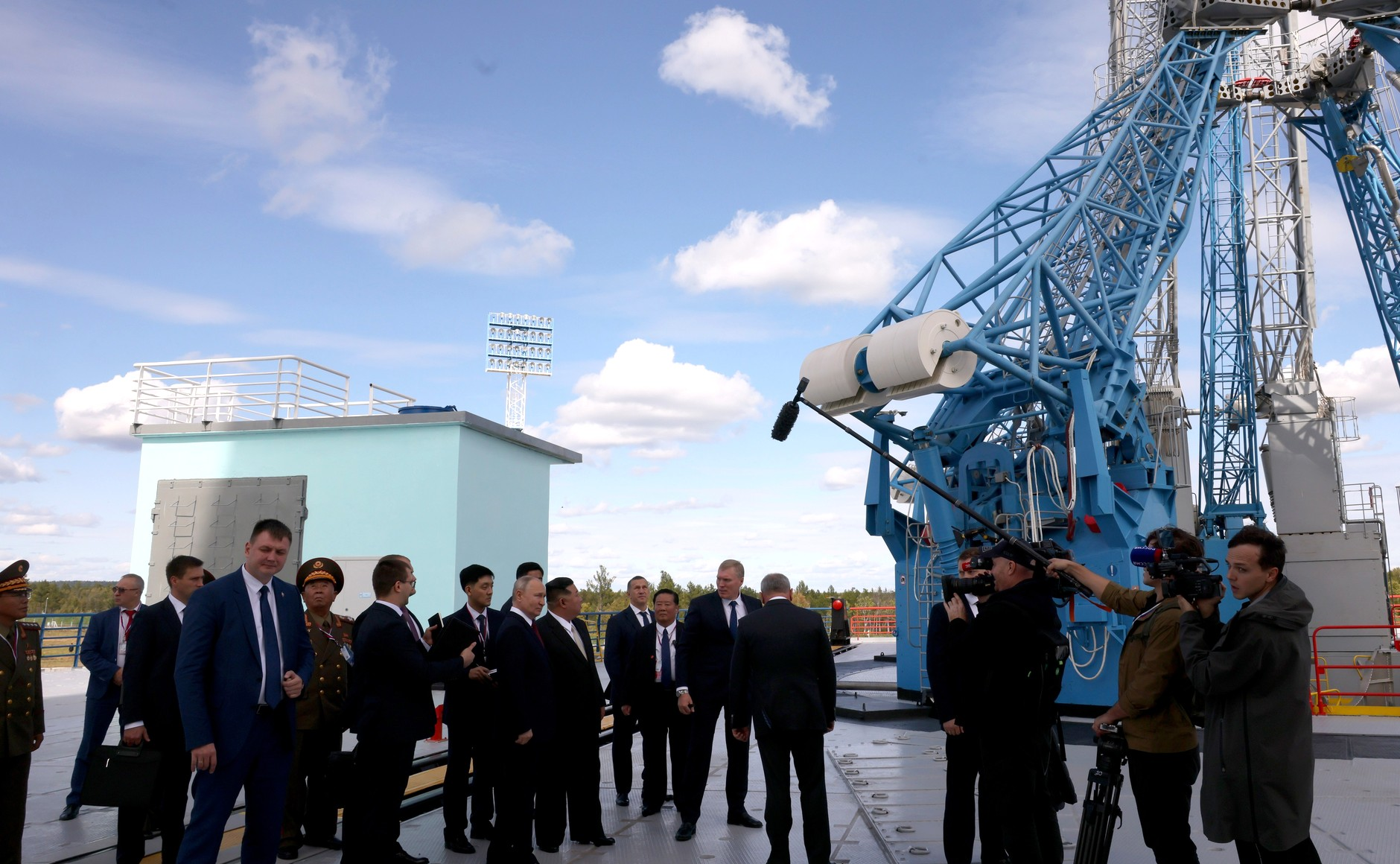
Visita de Kim Jong-un y Vladímir Putin al cosmódromo Vostochn

Posteriormente se retiró y el día 13 de septiembre de 2023 se dirigió al cosmódromo Vostochni, donde se reunió con Putin. El líder de Corea del Norte aseguró que Moscú tiene todo su respaldo en su «lucha sagrada contra las fuerzas hegemónicas». Cuando se les preguntó si hablarían sobre la obtención de suministros del Norte para reponer las menguantes existencias de armas y municiones de Moscú, Putin dijo que discutirían «todos los temas».Cuando se le preguntó si Rusia ayudaría a Corea del Norte a construir satélites, Putin dijo que «por eso [ellos] vinieron aquí». después de lo cual el líder ruso le dio una gira a Kim por las instalaciones del puerto espacial.
Durante un almuerzo oficial en el encuentro de los mandatarios, Vladímir Putin brindó por Kim Jong-un. Mientras que esteúltimo respondió diciendo: «Propongo un brindis por la salud de Putin». Poco después del almuerzo la agencia de noticias estatal rusa Ria Novosti, informó que las conversaciones entre ambos líderes habían terminado.
Kim, después de la Reunión, visitó una planta de fabricación de aviones de combate avanzados, en la ciudad de Komsomolsk del Amur en Rusia el 15 de septiembre. El líder norcoreano dijo sentirse «impresionado por la tecnología rusa» durante su visita.
El 16 de septiembre de 2023, Kim visitó el Teatro Mariinsky de Vladivostok, donde vio La Bella Durmiente de Piotr Ilich Chaikovski. También visitó la Universidad Federal del Extremo Oriente el 17 de septiembre, así como el Oceanario de Primore. El viaje de Kim concluyó ese día.

## Objetivos de la cumbre
Dmitri Peskov, el portavoz del Kremlin, indicó que ambos líderes hablarán de las relaciones y la cooperación bilateral, comercio, los intercambios culturales, asuntos internacionales y «temas sensibles».
Analistas occidentales especulan que los líderes estarían negociando un intercambio de armas norcoreanas, necesarias para la continuación de la guerra en Ucrania, a cambio de tecnología rusa para misiles nucleares.

## Consecuencias
El 22 de noviembre, Corea del Norte lanzó su primer satélite espía, el Malligyong-1, con el objetivo de vigilar los movimientos de tropas estadounidenses en la región. Este lanzamiento se produce después de dos intentos fallidos en los pasados meses de mayo y agosto. Se cree que Corea del Norte ha contado con asistencia tecnológica y asesoría de Rusia para este nuevo lanzamiento, tras la cumbre de septiembre, y que sirvió para alcanzar un acuerdo de cooperación militar y aeroespacial.

### Próxima reunión

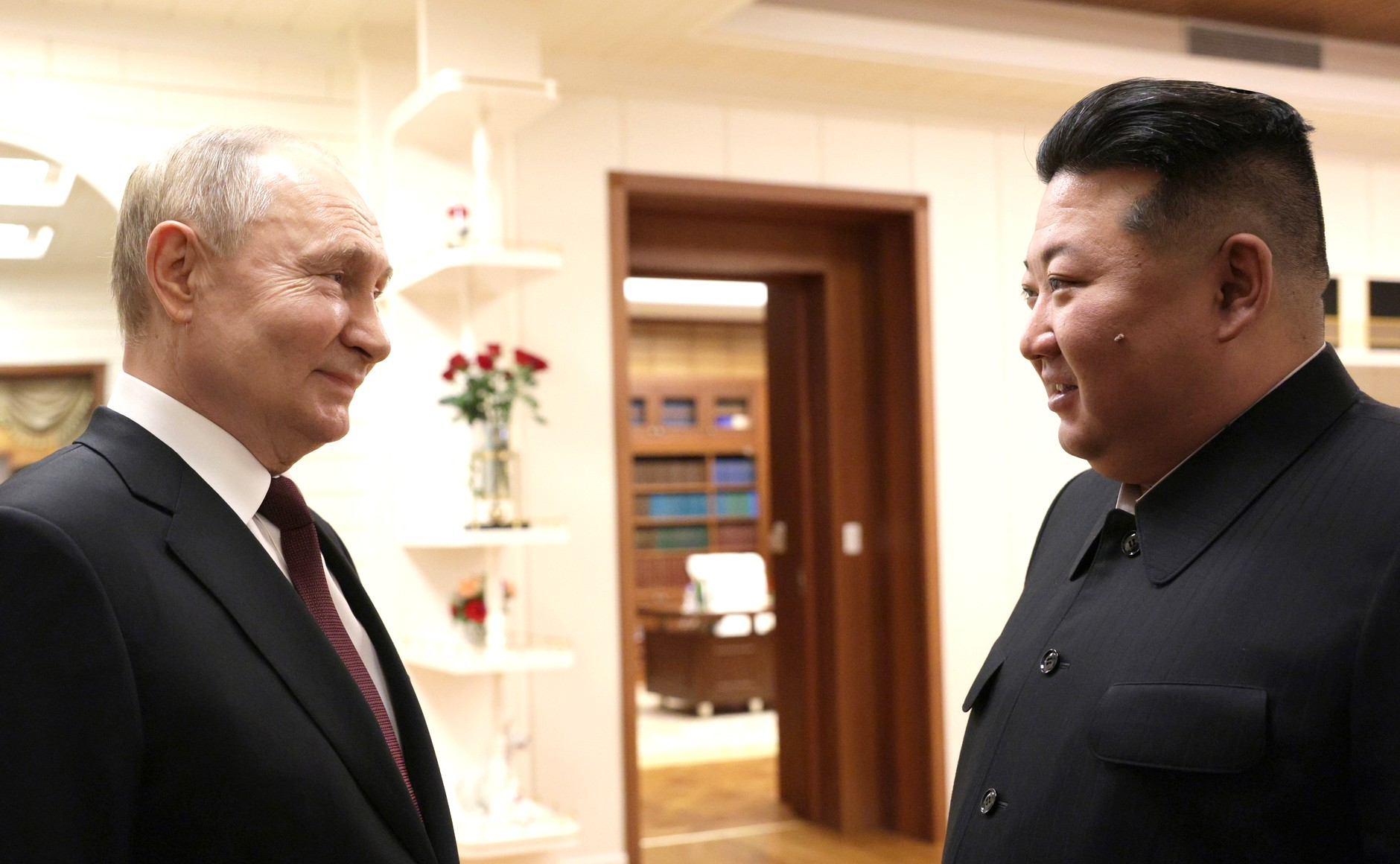
Reunión entre Vladímir Putin y Kim Jong-un durante la visita del presidente ruso a Corea del Norte en junio de 2024.

El presidente de Rusia, Vladímir Putin, aceptó una invitación del líder norcoreano, Kim Jong Un, para visitar Corea del Norte.
El martes 18 de junio de 2024, Putin visitó Corea del Norte en una visita de Estado de dos días, donde se reunió con el líder norcoreano. El presidente ruso expresó su agradecimiento por el apoyo de Corea del Norte a las acciones militares de Rusia en Ucrania y enfatizó su oposición mutua a las ambiciones occidentales, «para obstaculizar el establecimiento de un orden mundial multipolar basado en la justicia, el respeto mutuo de la soberanía y la consideración de los intereses de cada uno». El líder norcoreano expresó su «pleno apoyo» a la guerra de Rusia en Ucrania y prometió vínculos estratégicos más fuertes con Moscú. Putin también habló sobre el desarrollo de sistemas comerciales y de pago independientes del control occidental y la ampliación de la cooperación en materia de turismo, cultura y educación. En la visita participaron varios altos funcionarios rusos y se esperaba la firma de varios acuerdos, entre ellos un Acuerdo de Asociación Estratégica Integral,  que incluía una cláusula de defensa mutua.
Al finalizar su visita de Estado, Putin visitó Vietnam, donde se reunió con algunos de los principales líderes del país como el secretario general del Comité Central del Partido Comunista, Nguyen Phu Trong; el presidente del país, Tô Lâm; y el primer ministro, Pham Minh Tinh, entre otros.

## Reacciones
- Bielorrusia: El presidente de Bielorrusia, Aleksandr Lukashenko, propuso un pacto de cooperación a tres bandas con Rusia y Corea del Norte.[34]

- China: La portavoz del Ministerio de Asuntos Exteriores chino, Mao Ning, dijo: «La visita del líder de la República Popular Democrática de Corea (RPDC) a Rusia es algo que existe entre sus países y concierne a las relaciones entre la RPDC y Rusia. En cuanto a las relaciones entre China y la RPDC, somos vecinos amistosos. Nuestras relaciones bilaterales progresan notablemente. Ambas partes están trabajando para lograr un consenso importante alcanzado por nuestros líderes superiores».[35]

- Estados Unidos: La Casa Blanca advirtió que va «tomar medidas» si comprueba alguna transferencia de armas norcoreanas a Rusia tras el encuentro entre el líder norcoreano y su homólogo ruso.[36][37]

- Naciones Unidas: El secretario general de las Naciones Unidas, António Guterres, dijo que «cualquier forma de cooperación de cualquier país con Corea del Norte debe respetar el régimen de sanciones impuesto por el Consejo de Seguridad».[38]